# Movimento Ceciliano

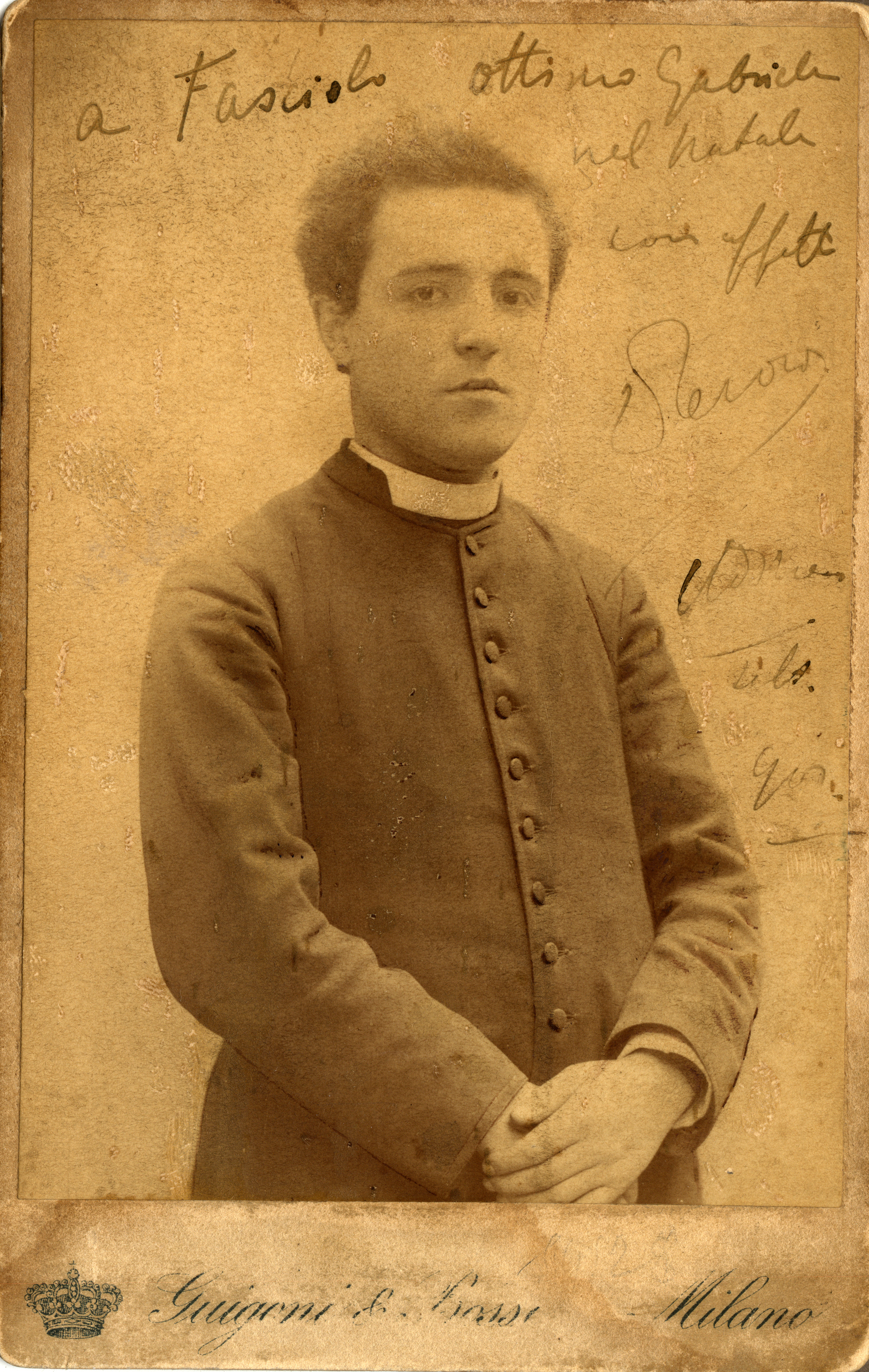
Don Lorenzo Perosi (1872–1956).

Movimento Ceciliano fu il nome che assunse un movimento musicale che riformò la musica sacra nell'ambito della Chiesa cattolica.

## Caratteristiche
Nacque e si diffuse a cavallo tra il XIX e il XX secolo, soprattutto in Italia, Francia e Germania.
Così chiamato in onore di Santa Cecilia, patrona della musica, fu una risposta alla centenaria e quasi totale assenza del Canto gregoriano e della polifonia rinascimentale dalle celebrazioni liturgiche cattoliche, a favore di stili più simili alla musica operistica. Principale criterio delle nuove composizioni doveva essere una maggiore sobrietà e la ricerca, attraverso il canto, della partecipazione dell'assemblea dei fedeli alla liturgia. In questo periodo in quasi tutte le parrocchie nacquero varie "Scholae cantorum", formazioni corali dedite all'animazione liturgica e all'apprendimento dell'arte musicale, e i vari Istituti Diocesani di Musica Sacra (IDMS), che dovevano formare i maestri delle "Scholae".

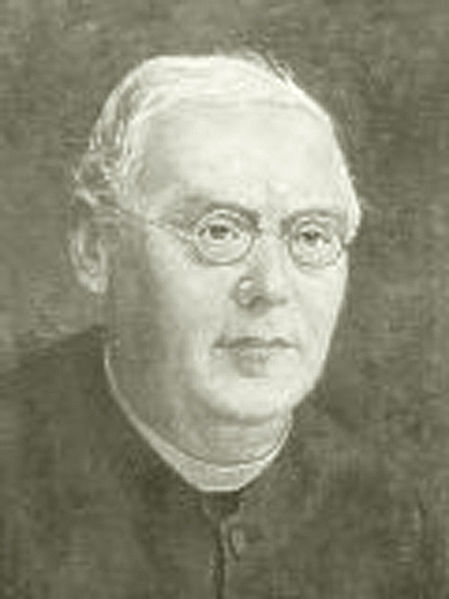
Il Rev. Dr. Franz Xaver Haberl (1840–1910).

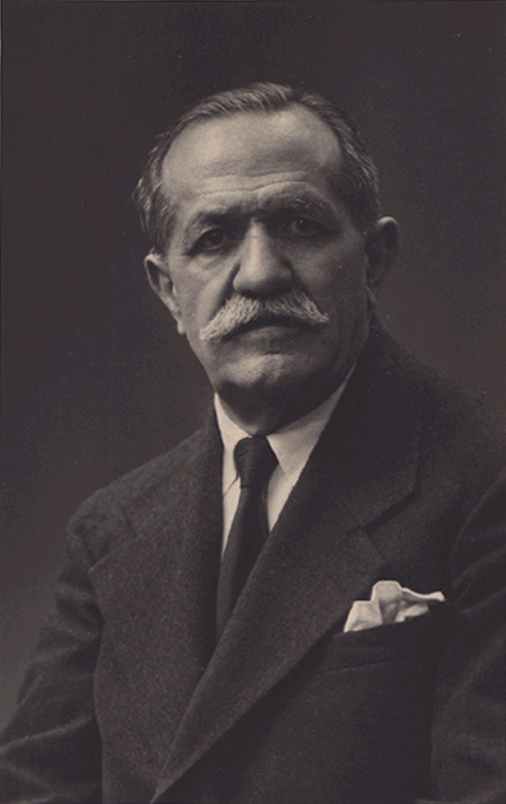
Giovanni Tebaldini (1864–1952).

### Arte organaria
Anche l'arte organaria risentì dell'influsso di questo movimento, laddove si videro eliminare tutti quei registri detti "da concerto", tipici dell'organo italiano dell'Ottocento, a favore di sonorità meno fragorose. Quindi si sostituirono ance e mutazioni con fondi, prevalentemente di 8', e registri violeggianti.
Le maggiori case organarie che attuarono queste direttive nei loro strumenti furono soprattutto William George Trice e Pietro Anelli in Liguria, Mascioni e Tamburini in Lombardia, Carlo Vegezzi Bossi e Alessandro Mentasti in Piemonte, Pugina e Malvestio in Veneto.

### Principali esponenti
Giovanni Tebaldini, predecessore di Lorenzo Perosi nell'incarico di maestro di cappella nella Basilica di San Marco di Venezia, fu tra i primi "cecilianisti", fautori di questa riforma. Seguirono, di lì a poco: a Ratisbona il Rev. Dott. Franz Xaver Haberl, fondatore dell'eminentissima Kirchenmusikschule e anche direttore di Musica al Duomo ratisbonese; a Mantova il vescovo Sarto, poi cardinale e patriarca di Venezia, e quindi papa Pio X.
Tutte le fonti concordano nell'individuare Perosi come guida ed esponente principale del Movimento Ceciliano e lo stesso Tebaldini ammise che quel che egli aveva sognato e sperato era divenuto realtà grazie al sacerdote e compositore tortonese.
Il movimento, come già detto, trovò il massimo appoggio nella persona di papa Pio X, che il 22 novembre 1903 (non a caso il giorno di Santa Cecilia) emanò quello che è considerato il "manifesto" del movimento, cioè il Motu Proprio Tra le sollecitudini, in cui ribadiva tutti i concetti cari ai cecilianisti ed esortava tutta la Chiesa cattolica a uniformarvisi.
Al movimento aderirono musicisti, liturgisti e altri studiosi, che intendevano "restituire dignità" alla musica liturgica, sottraendola all'influsso del melodramma e della musica popolare, fondando anche - sempre sotto il nome di Santa Cecilia - scuole, associazioni e periodici.
I principali esponenti di questo movimento in Italia, oltre ai già citati Perosi e Tebaldini, furono Raffaele Casimiri, Oreste Ravanello, Luigi Guida, Angelo De Santi, Federico Caudana, Raffaele Manari, Luigi Bottazzo, Marco Enrico Bossi, Filippo Capocci, Ernesto Dalla Libera e Giuseppe Zelioli (quest'ultimo, autore di ben 533 composizioni).